# Wilhelm Westmeyer
Wilhelm Westmeyer   (Bad Iburg, 11 de febrer de 1829 - Bonn, 3 de setembre de 1880) fou un compositor i pianista alemany. Westmeyer va escriure música sacra i òperes, així com cançons infantils. També es va dedicar a la música militar.

## Biografia

### Família
William West Meyer va néixer el 1829 com el primer fill de la pagesia de Mentrup que venia del fabricant de cotxes Johann Heinrich Bernard Westmeyer (1803-1856) va néixer a Iburg, una part del regne de Hannover a l'època. La seva mare Maria Elisabeth Westmeyer, nascuda a Niebusch (1802-1866) era filla de sabater. S'ha conservat la seva casa natal a Osnabrücker. Wilhelm Westmeyer tenia sis germans, cinc germans i una germana. La família vivia en circumstàncies senzilles, cosa que va impulsar a tres dels seus germans a emigrar. El seu germà Joseph Carl Heinrich Westmeyer va emigrar als EUA el 1857, Anton Heinrich Westmeyer va anar als Països Baixos el 1858 i va viure com a comerciant a Amsterdam, Gerhard Carl Westmeyer es va traslladar a Londres el 1862.

## Infància i joventut
Wilhelm Westmeyer va assistir a l'escola a Iburg. Va rebre classes de piano a una edat primerenca, probablement recolzat pel doctor Augustin Lamby, el pare del seu company de classe Alfred Lamby (1829-1900). Després d'acabar l'escola, Westmeyer va començar a formar-se com a serraller a Osnabrück. L'organista de la catedral d'Osnabrück i el professor de piano Carl Klein es van adonar de Westmeyer i es van assegurar que pogués assistir a l'escola secundària Carolinum. Els seus pares van acceptar tornar a l'escola perquè volien que fos capellà. Westmeyer va viure temporalment amb Klein, que li va fer classes de música. El 1847 Westmeyer va deixar l'escola sense haver acabat el batxillerat i va anar a Leipzig.

## Estudiat a Leipzig
A Leipzig va començar els seus estudis al conservatori de música a l'octubre de 1847. Allà va estudiar amb Moritz Hauptmann i Ignaz Moscheles, entre d'altres. Els seus estudis van ser recolzats econòmicament per una beca del rei Ernest August I de Hannover i el seu fill Georg, que aleshores era príncep de la corona i va contribuir amb 50 Reichstaler de la seva pròpia caixa. El 1849 va dedicar algunes composicions al príncep i a la seva dona Marie, que va enviar a la parella a través del cònsol general de Hanóver, Gustav Moritz Clauss. Des de Hannover, però, se li va recordar que els seus estudis es van dedicar a millorar el seu piano i a no dedicar-se a la composició. A causa d'una malaltia, Wilhelm Westmeyer va interrompre els seus estudis a Leipzig, on s'havia esclatat el còlera, i va viure temporalment al castell de Zschepplin per invitació del comte Clemens August Bruno von Mengersen. A finals de 1850 va tornar a Leipzig i, a més d'estudiar, va prendre lliçons particulars de composició amb Johann Christian Lobe, amb qui també va viure. La beca reial no es va ampliar el 1851. Westmeyer va aparèixer com a pianista als concerts a les cases nobles saxones i va intentar guanyar-se la vida. En fer-ho, va violar les regles del conservatori, norma que no permetia als seus estudiants fer presentacions públiques abans d'acabar els estudis. El "Reglament de disciplina" estableix: Cap alumne no pot participar en cap lloc públic, sigui on sigui, ni a l'orquestra, sempre que participi a les lliçons del Conservatori i encara no hagi estat alliberat formalment d'aquest últim. apareix com a solista, encara com a cantant. Westmeyer ara es va veure principalment com a compositor i va deixar els seus estudis sense haver obtingut el títol.

## De Viena a Bonn
Wilhelm Westmeyer va viure probablement temporalment a Viena després dels seus anys de Leipzig després d'haver-se emès amb un passaport a la ciutat natal d'Iburg el desembre de 1852, que havia sol·licitat amb el propòsit de visitar i fer estudis musicals.
La seva estada a Berlín està documentada el 1855, on es va publicar la seva primera òpera Amanda oder Gräfin und Bäuerin. El Komische Oper es va estrenar el 1856 al Teatre de la Cort Coburg i es va representar de nou al Teatre de la ciutat de Leipzig el 1858.
A Stauchitz va ser convidat a la casa pairal i membre de l'assemblea civil saxona Ludwig von Zehmen i la seva dona Victorie Genoveva durant diversos anys. Allà va compondre l'òpera Der Wald bei Hermannstadt, el llibret del qual va ser escrit pel seu amfitrió. Es va basar en una obra de teatre des de 1808. L'òpera es va estrenar el 3 d'abril de 1859 a Leipzig i es va discutir en diverses publicacions, incloses al Leipziger Zeitung, el Berliner Musik-Zeitung, lIlustrirten Zeitung i la Neue Zeitschrift für Musik. A l'edició del 16 d'abril de 1859, el crític de l'Il·lustrirte Zeitung va escriure: cal lloar la calor i l'expressió característica per la música, per la qual cosa aquesta creació musical afirma els aplaudiments que va rebre a la primera actuació. L'òpera també es va representar Berlín, Dresden i Praga. No és clar si es va representar també a París al "Théâtre des Bouffes-Parisiens", tal com havia promès Jacques Offenbach a Westmeyer el 1867. Probablement també va escriure la seva òpera Die Brandschatzung a Stauchitz.
La presentació de l'òpera Der Wald bei Hermannstadt el 21 de setembre de 1867 al teatre Neustadt (Novomestské divadlo), un escenari d'estiu a Praga, va ser ben rebuda. A la revista alemanya Bohemia, que hi apareixia, el 24 de setembre de 1867, el nom de Westmeyer era un que s'ha fet servir sovint a Alemanya durant els últims anys. La inspiració de la seva musa van ser aplaudides gairebé a tot arreu i sobretot en el periodisme alemany, un reconeixement tan amable i càlid que es podia amb raó desitjar conèixer una de les seves obres.
 Hi va haver tres representacions més a l'octubre al Royal Theatre City German.
Entre 1862 i 1866 Wilhelm Westmeyer va passar una bona temporada a Dresden, allà a l'apartament de la ciutat dels barons Zehmen a l'Altmarkt. Westmeyer, que no havia tingut el seu propi apartament durant la seva vida, va tornar a Dresden a Stauchitz. El 1863, durant una de les seves visites al seu lloc natal a Iburg, va fer un concert en què Luise Hiltermann va actuar com a cantant.
El 1869 Westmeyer es va traslladar a Viena i hi va viure en diversos hotels. A Viena, va manifestar el seu interès a construir un conservatori de música militar, però amb això va fracassar. La seva obra va retre homenatge a Constant von Wurzbach al Biographischen Lexikon des Kaiserthums Österreich el 1886 amb una entrada. La revista per a escoles secundàries austríaques va destacar les seves composicions de cançons infantils el 1880. La seva Obertura Kaiser, creada el 1873, va ser interpretada sovint a Àustria. La van incloure bandes militars d'Àustria en el seu programa en esdeveniments que marcaven l'aniversari de l'emperador Francesc Josep I d'Àustria. Eduard Strauss els va reordenar després. L'emperador va publicar una esplèndida edició de la seva apoteosi final, les elaborades cobertes dissenyades individualment com a regals personals per als més alts dignataris amb les insígnies del destinatari a càrrec del llibreter vienès Franz Felix Rosenberg.
Es documenta una altra estada a Iburg des de 1875. La seva cançó festiva es va representar allà en la Schützenturms amb motiu del festival a Dörenberg.
A causa de la seva salut, Wilhelm Westmeyer va abandonar Viena a principis de 1880 i va ser ingressat a la clínica privada d'Hertz, que Carl Hertz havia fundat a Bonn el 1849 com a sanatori per a malalts mentals. Allí va morir el setembre de 1880. El seu germà Anton Westmeyer el va fer enterrar a l'antic cementiri de Bonn.